# Pierrot II Van den Bossche
Pierrot Van den Bossche is een personage in de VTM-televisieserie Familie. Het personage werd gespeeld door Guillaume Devos.
Toen het personage Pierrot geboren werd, speelde Yannick Bauweleers de rol. In 1997 werd na een tijdsprong Kristof Van de Vondel het nieuwe gezicht. Na een nieuwe tijdsprong in 2006 werd hij vervangen door Guillaume Devos. In 2014 keerde het personage terug in familie en werd het terug gespeeld door Guillaume Devos.

## Overzicht
Pierrot is de derde zoon van Rita Van den Bossche. Hij heeft zijn vader Dirk Cockelaere lange tijd niet gekend, waardoor hij een goede relatie heeft met zijn stiefvader, Rob Gerrits.
Pierrot studeerde Sociale Wetenschappen en trok nadien naar Oeganda om er vrijwilligerswerk te verrichten. Toen hij terugkeerde naar België, werd hij verliefd op Lobke Corneel. Wanneer ze vermoord wordt, is dit een bijzonder zware klap voor Pierrot. Later begon hij een relatie met Evy Hermans, met wie hij samen in het studentenhuis woont.
Hij ontfermde zich ook over een bende straatjongeren en ontmoette zo Malika Van Gils en Niko Schuurmans, met wie hij een muziekgroepje oprichtte, 'The Project'. Na een slippertje met Malika liep zijn relatie met Evy stuk.
Pierrot werkt bij de culturele dienst van het stadhuis.
Pierrot heeft zijn vader nooit gekend, maar daar kwam verandering in. Wanneer Marie-Rose De Putter en Leen Van den Bossche Dirk zagen op restaurant, besloten ze Pierrot in te lichten. Pierrot zocht zijn vader op en de twee kregen een sterke band, tegen de zin van Rita.
Wanneer Rita weer begint te drinken, krijgt Pierrot het zeer moeilijk. Als ze niet veel later wegloopt en beschuldigd wordt van de brand bij VDB, is Pierrot helemaal het noorden kwijt. Hij twijfelt aan de onschuld van zijn moeder en wil zelfs tegen haar getuigen in de rechtbank. Uiteindelijk loopt alles goed af, wanneer blijkt dat Bert Van den Bossche de dader was.
Na alle emoties van de afgelopen maanden, besluiten Pierrot en Evy om samen op vakantie te gaan. Hij kan Evy overtuigen om met hem naar Afrika te gaan om een project van Vredeseilanden te bezoeken. Wanneer ze hier van terugkomen blijkt dit allesbehalve een leuke reis geweest te zijn voor Evy. Pierrot had er anders wel de tijd van zijn leven, en houdt zich sinds zijn terugkomst bijna uitsluitend bezig met een project van weegschalen voor Vredeseilanden. Waardoor zijn relatie met Evy op een laag peil komt te staan. Daarbovenop is er ook Leki van Vredeseilanden, waar Pierrot zeer gek op is. Terwijl krijgt Evy, die wil verhuizen, het alsmaar moeilijker om haar relatie met hem te behouden.
Pierrot wordt helemaal opgeslorpt door het project en keert - zonder Evy - enkele weken terug naar Afrika. Daar beleeft hij meerdere avontuurtjes met Leki. Wanneer hij dit achteraf opbiecht komt het tot een definitieve breuk tussen de twee. Niet veel later ontfermt Pierrot zich over Chadi, een illegale straatprostituee van Zuid-Afrikaanse afkomst. Wanneer hij opnieuw amper steun vindt bij de familie, reageert Pierrot woedend. Niet veel later krijgt hij echter een koude douche, wanneer blijkt dat Chadi het appartement van Anna en Albert - waar ze mocht logeren - heeft leeggeroofd. Hij kan de familie niet meer onder ogen komen en besluit voor Vredeseilanden in Honduras te gaan werken.